# Saison 2009 des Mariners de Seattle
La saison 2009 des Mariners de Seattle est la 33e saison en Ligue majeure pour cette franchise.

## Intersaison

### Arrivées
- David Aardsma, en provenance des Red Sox de Boston.
- Russell Branyan, en provenance des Brewers de Milwaukee.
- Ronny Cedeño, en provenance des Cubs de Chicago.
- Mike Sweeney, en provenance des Athletics d'Oakland.
- Endy Chávez, en provenance des Mets de New York.
- Ken Griffey Jr., en provenance des White Sox de Chicago.
- Franklin Gutiérrez, en provenance des Indians de Cleveland.

### Départs
- J. J. Putz, chez des Mets de New York.
- Jeremy Reed, chez des Mets de New York.
- R. A. Dickey, chez des Twins du Minnesota.
- Sean Green, chez des Mets de New York.
- Raúl Ibáñez, chez des Phillies de Philadelphie.
- Jake Woods, chez des Phillies de Philadelphie.
- Miguel Cairo, chez des Phillies de Philadelphie.
- Willie Bloomquist, chez des Royals de Kansas City.
- Tug Hulett, chez des Royals de Kansas City.
- Luis Valbuena, chez des Indians de Cleveland.
- Eric O'Flaherty, chez des Braves d'Atlanta.
- Jared Wells, agent libre.

### Cactus League
Basés au Peoria Sports Complex à Peoria. en Arizona, le programme des Mariners comprend 39 matches de pré-saison entre le 25 février et le 4 avril.
En excluant la rencontre face à l'équipe d'Australie, les Mariners affichent un bilan de pré-saison de 16 victoires pour 18 défaites, soit la 9e performance sur 14 en Cactus League et la 9e sur 14 pour une franchise de la Ligue américaine.

## Saison régulière

### Classement
| Ligue américaine (Division Ouest) | V  | D  | %    | GB |
| --------------------------------- | -- | -- | ---- | -- |
| Angels d'Anaheim                  | 97 | 65 | .599 | -- |
| Rangers du Texas                  | 87 | 75 | .537 | 10 |
| Mariners de Seattle               | 85 | 77 | .525 | 12 |
| Athletics d'Oakland               | 75 | 87 | .463 | 22 |